# زوپولا
زوپولا (به ایتالیایی: Zoppola) یک منطقهٔ مسکونی در ایتالیا است که در استان پوردنونه واقع شده‌است.

## خصوصیات
زوپولا ۴۵٫۴ کیلومترمربع مساحت و ۸٬۶۰۸ نفر جمعیت دارد و ۳۶ متر بالاتر از سطح دریا واقع شده‌است.

## خواهرخوانده
شهرهای Tonneins و زانک گورگن آملانگسی خواهرخوانده‌های زوپولا هستند.